# نابتسکو
نابتسکو (انگلیسی: Nabtesco) شرکت ماشین‌آلات ژاپنی است، که در سال ۲۰۰۳ تأسیس شد.